# Projektno vodenje 2.0
Projektno vodenje 2.0 je ena od vej razvoja dobrih praks projektnega vodenja, ki je bila mogoča s pojavom tehnologij Web 2.0. Projektno vodenje 2.0 vključuje aplikacije, kot so blogi, wikiji ter ostale tehnologije za sodelovanje. Ta nov pristop k projektnemu vodenju tako v osrčje upravljanja projektov postavlja sodelovanje  .
Kot omenjeno, so tehnologije Splet 2.0 omogočile razvoj nove veje projektnega vodenja. Tako so tudi organizacije začele izkoriščati prednosti Web 2.0 pri komunikaciji ter sodelovanju, kar je pripeljalo v Enterprise 2.0. Izraz Enterprise 2.0 opisuje uporabo novih, nastajajočih socialnih platform znotraj podjetij ali med podjetjem ter njihovimi partnerji in kupci.
Z uporabo Projektnega vodenja 2.0 lahko vodje projektov prihranijo veliko časa pri upravljanju rutinskih operacij ter zbiranju informacij iz e-pošte in sestankov. Poleg tega pa orodje omogoča ažurnost informacij. Tako lahko članom projektne skupine omogočimo, da se zavedajo vseh sprememb in zadolžitev brez nepotrebnih sestankov, elektronskih sporočil in telefonskih klicev. Tako sodelovanje poteka veliko hitreje in produktivnejše. Rezultat so hitreje zaključeni projekti in hitrejša donosnost naložb .

### Primerjava med tradicionalnim projektnim vodenjem in projektnim vodenjem 2.0
Tradicionalno projektno vodenje je operativno: ne strateško .
Medtem ko je bil projektni vodja po tradicionalnem pristopu osrednja planerska figura in glavni koordinator projektov je v projektnem vodenju 2.0 vodenje decentralizirano, saj se znotraj organizacije odpirajo nove kreativne skupine .
Prednost projektnega vodenja 2.0 je večji poudarek na sodelovanju udeležencev projektnega tima. Zaradi uporabe orodij spleta 2.0 je dostop do projekta možen od kjerkoli, prav tako pa so orodja za projektno vodenje 2.0 lažja za uporabo kot orodja pri tradicionalnem pristopu k projektnemu vodenju.
V spodnji tabeli je prikazana primerjava med tradicionalnim projektnim vodenjem in projektnim vodenjem 2.0 .
| Tradicionalno projektno vodenje               | Projektno vodenje 2.0                           |
| --------------------------------------------- | ----------------------------------------------- |
| Centralizirano vodenje                        | Decentralizacija vodenja                        |
| Planiranje od zgoraj navzdol                  | Planiranje od spodaj navzgor                    |
| Ukazovanje                                    | Sodelovanje                                     |
| Ustaljena organizacija                        | Nove oblike organizacije                        |
| Omejen dostop do plana projekta               | Neomejen dostop do plana projekta               |
| Lokalni dostop do informacij                  | Globalni dostop do informacija                  |
| Omejena komunikacija znotraj projektnega tima | Neomejena komunikacija znotraj projektnega tima |
| Posamezni projekti                            | Holističen pristop                              |
| Zelo kompleksna orodja                        | Orodja preprosta za uporabo                     |
| Toga orodja                                   | Fleksibilna orodja                              |

#### Zunanji viri:
1. 1 2  »Wikipedia«. Pridobljeno 5. maja 2015.
2. ↑  »Project Management 2.0 – The Ultimate Benefits of the New Approach to Project Management« (PDF). Arhivirano iz prvotnega spletišča (PDF) dne 4. marca 2016. Pridobljeno 5. maja 2015.
3. ↑  »Towards project management 2.0« (PDF). Arhivirano iz prvotnega spletišča (PDF) dne 20. junija 2015. Pridobljeno 5. maja 2015.
4. ↑  »Projektno vodenje 2.0 - orodja nove generacije«. Blog - Projektno vodenje. Pridobljeno 5. maja 2015.